# 交替 (言語学)
言語学における交替（こうたい、英: alternation）とは、
1. 一つの音素が環境に応じて異なる音で現れること。異音同士の関係。
2. 一つの形態素が環境に応じて異なる形態で現れること。異形態同士の関係。
3. 分節音の付加を伴わない形態論的プロセスによる語基（語幹）の形態の変容。語基変化。
4. 屈折や派生に際し、接辞化や複合・重複から生じた新たな環境や、上記の語基の交替によって、語基（語幹）や接辞の形態の一部が変容し、異なる音が現れること。音韻交替。
5. 一つの動詞が異なる項構造に現れること。項構造交替。

## 異音
たとえば、日本語の音素 /s/ は、「貸せ」[kase] と「貸し」[kaɕi] から分かるように、[s] と [ɕ] を異音として持つ。この時、[s] と [ɕ] は交替の関係にある、と言い、[s~ɕ] と表す。

## 異形態
たとえば、日本語の過去・完了の接辞（助動詞）「た」は、「書いた」と「漕いだ」に見られるように、 /ta/ と /da/ の二つを異形態とする。この時、/ta/ と /da/ は交替の関係にあり、この形態素は交替を示す、と言う。異音の場合と同様に、「~」を用いて /ta~da/ と表す。

## 語基変化
屈折や派生の主な方法は、語基に接辞を付加する接辞化や語基と語基の複合など、複数の形態素を組み合わせる連結的な形態論的プロセスであるが、語基に新たな形態素を付加せずに、語基自体の母音や子音、強勢や声調を変化させる方法もある。これを語基変化と言い、語基変化による母音や子音などの変化を、交替と言う。
- 母音交替：英語の sing と sang は、時制によって母音が交替する。これはインド・ヨーロッパ語族に見られるアプラウトの一種である。また、foot と feet は数によって母音が交替する。これはウムラウトの一種である。
- 子音交替：英語の lend と lent は時制によって語末の子音が交替する。また、スコットランド・ゲール語では、語頭の子音が交替することで不定・複数・属格を表す。たとえば bard [b…]「吟遊詩人」の不定複数属格形は bhàrd [v…] となる。
- 音の長さの交替：フィンランド語の子音階程交替では、lippu 「旗」の単数属格形は lipun となり、子音の長さが短くなっている（二重子音が単子音になっている）。また、印欧語族の延長階程では、ラテン語の tegō「私は覆う」と tēgula「瓦」に見られるように、母音の長さが交替する。
- 強勢の交替：英語では、名詞の場合は強勢が第一音節に、動詞の場合は後ろの音節に置かれるペアが多く見られる。たとえば récord「記録」と recórd「記録する」など。
- 声調の交替：中国語では、声調の違いによって品詞が異なる場合がある。たとえば、「好」は、hǎo（第三声）だと「良い」、hào（第四声）だと「好む」になる。また、「教」は、jiāo（第一声）だと「教える」、jiào（第四声）だと「教え」になる。